# Alfred Grixti
Alfred Grixti (ur. 21 kwietnia 1943) – maltański pływak, olimpijczyk.
W 1960 roku wystąpił na igrzyskach olimpijskich w Rzymie, gdzie startował tylko w wyścigu na 100 metrów stylem dowolnym. W swoim wyścigu eliminacyjnym zajął ostatnie ósme miejsce z czasem 1:07,8; był to łącznie 50. czas eliminacji. Gorszy wynik uzyskał tylko Christopher Dowling, czyli jego młodszy rodak.